# Vråvatn
Vråvatn er en sø i Kviteseid kommune i Vestfold og Telemark fylke i Norge.  Den er en del af Arendalsvassdraget og har sit hovedtilløb fra Folsetelva fra Skredvatn, mens udløbet er via Roholdtåi, eller «Straumen», til søen Nisser.
I 1914 blev der anlagt to sluser i Straumen, Storstraum–Småstraumkanalen. Dette gjorde det muligt at rejse hele den 50 km lange strækning fra Tveitsund i den sydlige del af Nisser til Vråliosen nordligst i Vråvatn med båd. Veteranbåden MS «Fram» sejler  fortsat  med turister om sommeren på strækningen.